# Авока (Арканзас)
Авока (англ. Avoca) — місто (англ. town) в США, в окрузі Бентон штату Арканзас. Населення — 487 осіб (2020).

## Географія
Авока розташована на висоті 415 метрів над рівнем моря за координатами 36°23′38″ пн. ш. 94°3′59″ зх. д. / 36.39389° пн. ш. 94.06639° зх. д. (36.393764, -94.066438).  За даними Бюро перепису населення США в 2010 році місто мало площу 4,72 км², з яких 4,71 км² — суходіл та 0,00 км² — водойми.

## Демографія
Згідно з переписом 2010 року, у місті мешкало 488 осіб у 184 домогосподарствах у складі 133 родин. Густота населення становила 103 особи/км².  Було 197 помешкань (42/км²). 
Расовий склад населення:
| - 86,5 % — білих - 0,6 % — азіатів - 0,4 % — корінних американців - 0,2 % — вихідців з тихоокеанських островів - 9,0 % — осіб інших рас |

До двох чи більше рас належало 3,3 %. Іспаномовні складали 17,4 % від усіх жителів.
За віковим діапазоном населення розподілялося таким чином: 26,0 % — особи молодші 18 років, 61,3 % — особи у віці 18—64 років, 12,7 % — особи у віці 65 років та старші. Медіана віку мешканця становила 40,9 року. На 100 осіб жіночої статі у місті припадало 98,4 чоловіків;  на 100 жінок у віці від 18 років та старших — 105,1 чоловіків також старших 18 років.
Середній дохід на одне домашнє господарство  становив 64 560 доларів США (медіана — 54 375), а середній дохід на одну сім'ю — 64 808 доларів (медіана — 60 417). За межею бідності перебувало 8,2 % осіб, у тому числі 8,8 % дітей у віці до 18 років та 4,8 % осіб у віці 65 років та старших.
Цивільне працевлаштоване населення становило 292 особи. Основні галузі зайнятості: виробництво — 19,2 %, освіта, охорона здоров'я та соціальна допомога — 14,7 %, роздрібна торгівля — 14,4 %.